# Erasmushogeschool Brussel

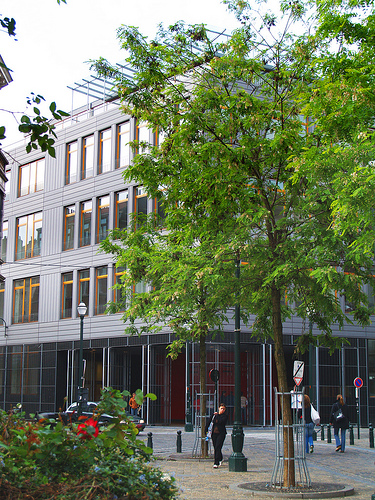
Campus Dansaert Bloemenhof (centrum Brussel)

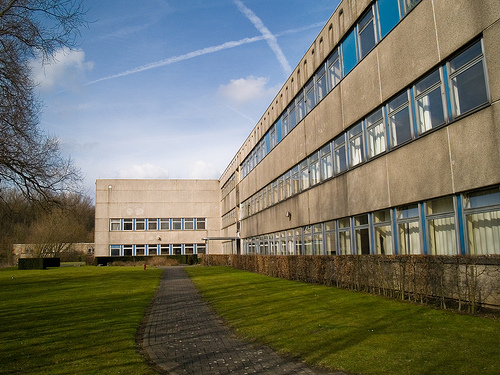
Campus Jette

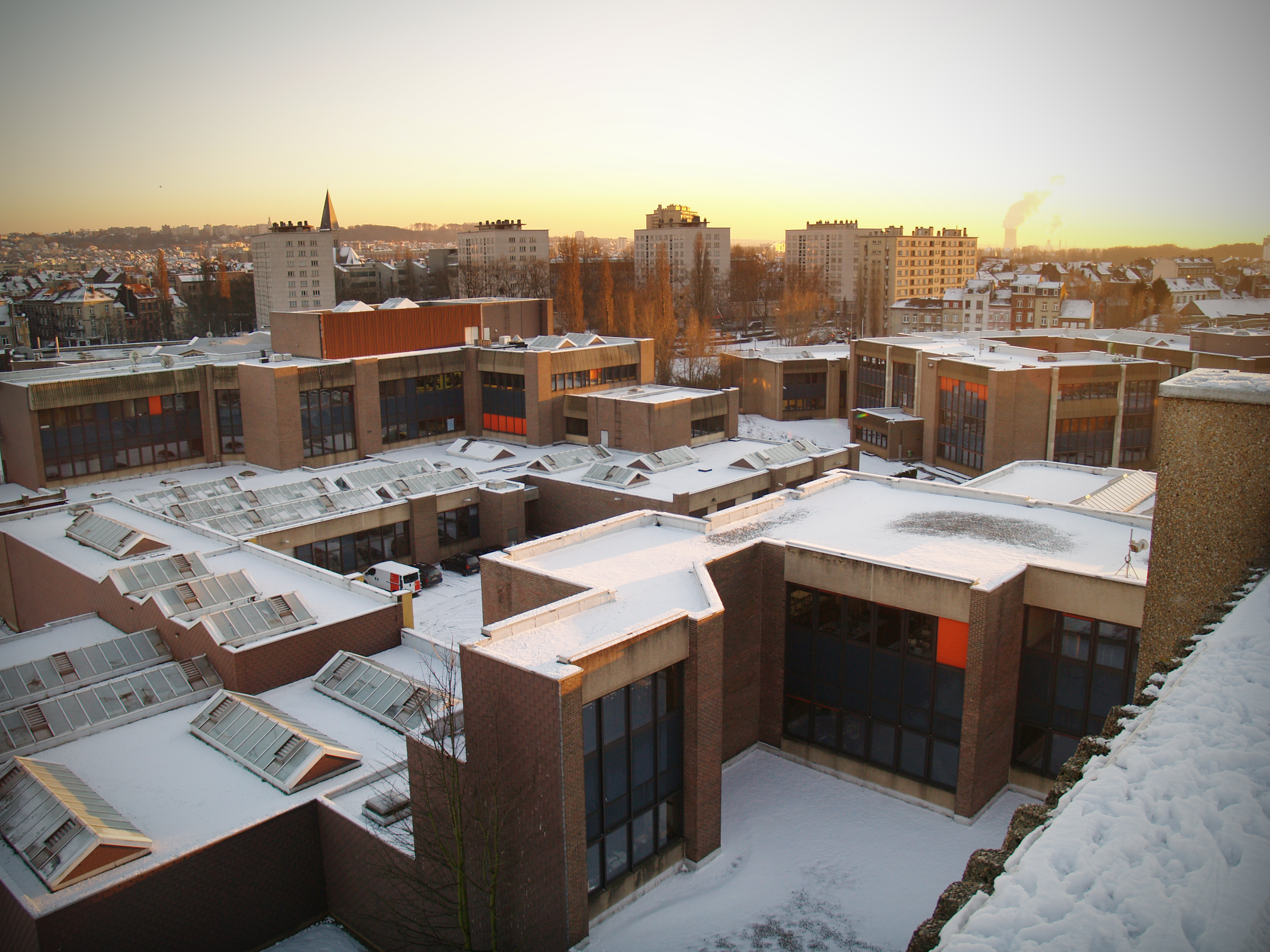
Campus Kaai (Anderlecht)

De Erasmushogeschool Brussel (EhB) is een hogeschool van de Vlaamse Gemeenschap. Met ruim 7000 studenten is het een van de grootste Nederlandstalige hogescholen in Brussel. De hogeschool ontleent haar naam aan de humanistische filosoof Desiderius Erasmus. In de lijn van zijn ideeën vormen pluralisme, openheid en verdraagzaamheid de basisfilosofie van de hogeschool.
De Erasmushogeschool heeft locaties in Jette (op de Campus Jette), Brussel (stad), Sint-Jans-Molenbeek, Anderlecht, Leuven en Mechelen.

## Geschiedenis
De Erasmushogeschool Brussel ontstond in 1995 door een fusie van de hogescholen: 
- Erkende Stedelijke Normaalschool Karel Buls, Brussel (enkel de afdeling voor hoger onderwijs)
- Hoger Instituut voor Bestuurs- en Handelswetenschappen, Brussel
- Hoger Instituut voor Sociaal en Cultureel Werk – Arbeidershogeschool, Anderlecht
- Hoger Instituut voor Toneel- en Cultuurspreiding van het Gemeenschapsonderwijs, Brussel (het huidige RITCS)
- Hoger Rijksinstituut voor Tuinbouw, Vilvoorde (enkel de afdeling voor hoger onderwijs)
- Hoger Rijksinstituut voor Paramedische Beroepen, Sint-Gillis
- Hoger Rijksinstituut voor Technisch Onderwijs met Normaalafdelingen, Wemmel
- Hoger Provinciaal Instituut voor Tuinbouw, Anderlecht
- Hoger Rijksinstituut voor Vertalers en Tolken, Brussel
- Hoger Technisch Instituut, Elsene
- Industriële Hogeschool van het Rijk, Anderlecht
- Instituut Funck, Brussel
- Koninklijk Conservatorium van het Gemeenschapsonderwijs, Brussel
- Provinciaal Instituut voor VoedingsIndustrieën en Toerisme, Anderlecht
- Provinciaal Technisch Instituut voor Drogisterij, Chemie en Reukwerken, Anderlecht
- Rijksnormaalschool, Brussel

Sinds 2003 vormt ze samen met de Vrije Universiteit Brussel (VUB) een universitaire associatie, de Universitaire Associatie Brussel (UAB).

## Interessegebieden
De Erasmushogeschool Brussel biedt graduaats-, bachelor- en master-opleidingen, postgraduaten en bij- en nascholingen in de volgende interessegebieden:
- Design & Technologie
- Gezondheidszorg
- Landschapsarchitectuur
- Management, media & maatschappij
- Onderwijs & pedagogie
- Kunst & cultuur (schools of arts)

## Departementen en Schools of Arts
EhB heeft 2 departementen en 2 Schools of Arts:
- Gezondheid, Design & Technologie
- Mens & Maatschappij
- Koninklijk Conservatorium Brussel - School of Arts
- RITCS  - School of Arts

### Mens & Maatschappij
- Ba Accounting Administration
- Ba Communicatie
- Ba Hotelmanagement
- Ba Journalistiek
- Ba Toerisme & Recreatiemanagement
- Ba Sociaal Werk
- Ba Organisatie & Management
- Ba Idea & Innovation management

- Bachelor Kleuteronderwijs
- Bachelor Lager Onderwijs
- Bachelor Secundair Onderwijs
- Verkorte Educatieve Bachelor Secundair Onderwijs
- Bachelor Pedagogie van het jonge Kind
- Graduaat Informatiebeheer: Bibliotheek en Archief
- Graduaat Juridisch-administratieve Ondersteuning
- Graduaat Winkelmanagement
- Graduaat Logies‑, Restaurant- & Cateringmanagement
- Graduaat Marketing- & Communicatiesupport
- Graduaat Sociaal-Cultureel Werk
- Postgraduaat Fiscaliteit
- Postgraduaat Informatiemanagement
- Educatieve Graduaat in het Secundair Onderwijs

### Gezondheid, Design & Technologie
- Ba Biomedische Laboratoriumtechnologie
- Ba Landschaps- en Tuinarchitectuur
- Ba Verpleegkunde
- Ba Voedings- & Dieetkunde
- Ba Vroedkunde

- Ba Multimedia & Creatieve Technologie
- Ba Toegepaste Informatica

### Koninklijk Conservatorium Brussel - School of Arts
- Ba Musical
- Ba Muziek
- Ma Muziek
- Specifieke Lerarenopleiding Muziek

### RITCS - School of Arts
- Ba Audiovisuele Kunsten - traject audio-video-technologie, realisatie, productie | podiumtechnieken
- Ba | Ma of Arts in de Audiovisuele Kunsten  schrijven | regie | productie | cinematografie | sound design | editing | animatiefilm | radio
- Ba | Ma of Arts in het Drama  spel | regie

## Studentenkringen
Studentenkringen van de Eramushogeschool Brussel zijn verzameld onder het overkoepelend studentenorgaan BSK (Brussels Senioren Konvent).